# Kotopeky
Kotopeky (německy Kottopek) jsou obec v okrese Beroun ve Středočeském kraji, asi 3 km severovýchodně od Hořovic. Žije zde 303 obyvatel.

## Název
Název obce je odvozen ze spojení „ves kotopeků“, tj. lidí, kteří pekli koty (kocoury). V historických pramenech se jméno objevuje ve tvarech: Cotopek (1320), in Kotopeczich (1405), v Kotopecích (1456), „w Kotopeczich“ (okolo roku 1520) a Kotopeky (1654).

## Historie
První písemná zmínka o obci pochází z roku 1320.

## Obecní správa

### Části obce

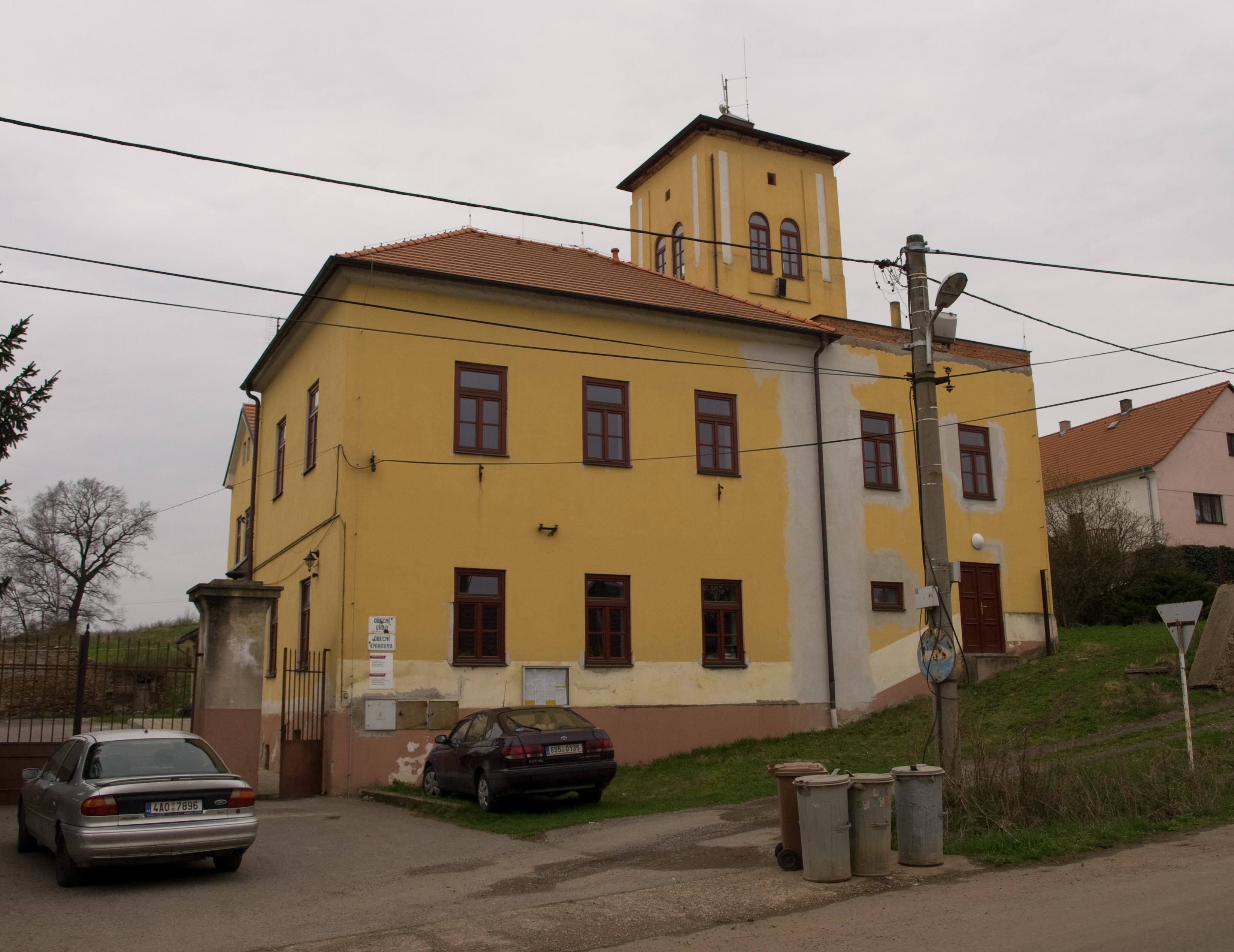
Obecní úřad

- Kotopeky (k. ú. Kotopeky)
- Tihava (k. ú. Kotopeky)

K obci patří také Valcverk.
Sousedními obcemi sídla jsou Tlustice, Rpety, Praskolesy, Žebrák, Lochovice a Hořovice.

### Územněsprávní začlenění
Dějiny územněsprávního začleňování zahrnují období od roku 1850 do současnosti. V chronologickém přehledu je uvedena územně administrativní příslušnost obce v roce, kdy ke změně došlo:
- 1850 země česká, kraj Praha, politický i soudní okres Hořovice[5]
- 1855 země česká, kraj Praha, soudní okres Hořovice
- 1868 země česká, politický i soudní okres Hořovice
- 1939 země česká, Oberlandrat Plzeň, politický i soudní okres Hořovice[6]
- 1942 země česká, Oberlandrat Praha, politický okres Beroun, soudní okres Hořovice[7]
- 1945 země česká, správní i soudní okres Hořovice[8]
- 1949 Pražský kraj, okres Hořovice[9]
- 1960 Středočeský kraj, okres Beroun
- 2003 Středočeský kraj, obec s rozšířenou působností Hořovice

## Společnost

### Rok 1932
V obci Kotopeky (246 obyvatel) byly v roce 1932 evidovány tyto živnosti a obchody: hostinec, kovář, mlýn, obchod se smíšeným zbožím, trafika, velkostatek.

## Pamětihodnosti
- V obci stojí obdélná kaple s malou předsíní a apsidou z roku 1839.[11]
- Mohylník, archeologické naleziště v lese
- Válcovna

## Osobnosti
- Johann Hermann Bauer (1861–1891), šachový mistr

## Doprava

### Dopravní síť
Do obce vede silnice III. třídy. Územím obce vede silnice II/117 Žebrák – Hořovice – Spálené Poříčí – Blovice – Měčín – Ostřelice.

### Autobusová doprava 2024
Autobusovou dopravu v obci Kotopeky zajišťuje společnost Arriva Střední Čechy. Obec je součástí Pražské integrované dopravy (PID). V obci se nacházejí zastávky Kotopeky a Kotopeky,u bytovky. V Tihavě se nachází zastávka Kotopeky,Tihava a na silnici mezi Hořovicemi a Kotopekami, naproti Tihavě (přes Červený potok) se nachází zastávka Kotopeky,Tihava,u mostu. Obec obsluhují autobusové linky 641 a 642. Tihavu obsluhuje také linka 548, která propojuje Praskolesy s Tihavou, Hořovicemi, Tlusticí, Zálužím, Cerhovicemi, Drozdovem, Týčkem a Zbirohem. Linka 641 spojuje Beroun, Králův Dvůr, Zdice, Stašov, Otmíče, Praskolesy, Kotopeky a Hořovice. Autobusy linky 642 projíždějí Jinci, Lochovicemi, Praskolesy, Kotopekami a končí v Hořovicích.

### Železniční doprava 2024
Územím obce prochází dvoukolejná elektrizovaná celostátní železniční trať 170 Praha–Plzeň, která je zařazená do evropského železničního systému a je součástí III. tranzitního železničního koridoru. Doprava z Prahy do Plzně byla zahájena v roce 1862. Stanice či zastávka na území obce nejsou. Nejbližší železniční zastávkou směrem do Prahy jsou Praskolesy a směrem do Plzně je to železniční stanice Hořovice.